# Транспортир

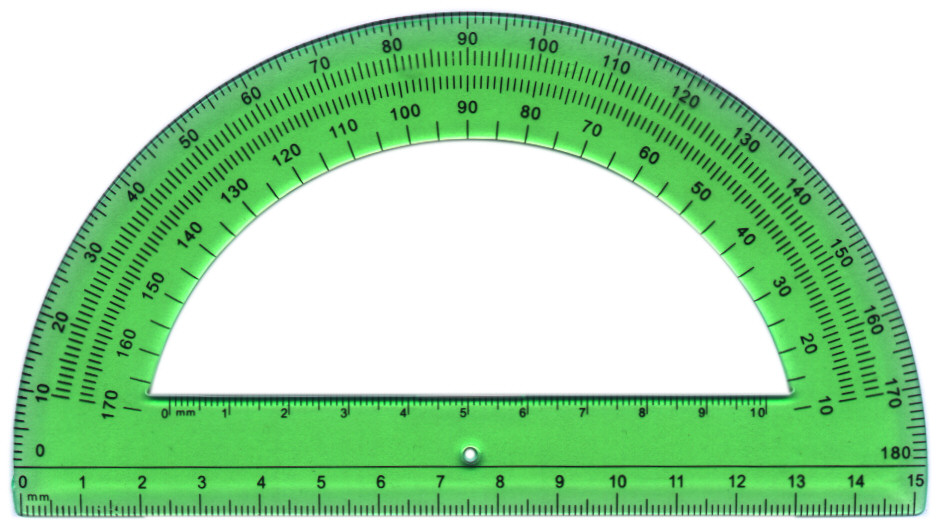
Транспортир з кутом 180° і лінійка 15 см.

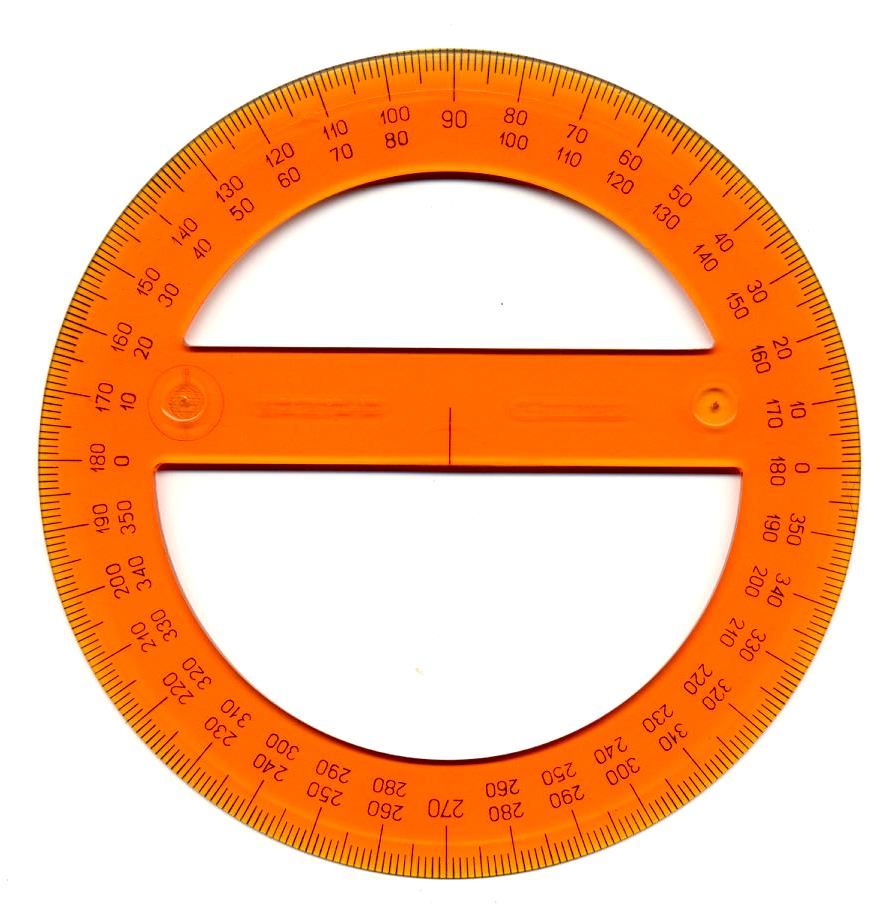
Круговий транспортир

Транспорти́р (заст. фр. transporteur, від лат. transportare — «переносити») — креслярський інструмент, що має форму півкола, поділеного на 180°, з лінійкою; за його допомогою будують і вимірюють кути на кресленнях. На ньому нанесені градусні поділки від 0 до 180 °, а у деяких моделях — від 0 до 360 °.
Транспортири виготовляються з сталі, пластмаси, дерева та інших матеріалів. Точність транспортира прямо пропорційна його розміру (чим більше транспортир, тим менша ціна одного поділу).
Деякі транспортири являють собою прості напівдиски; цей тип існував з давніх часів.

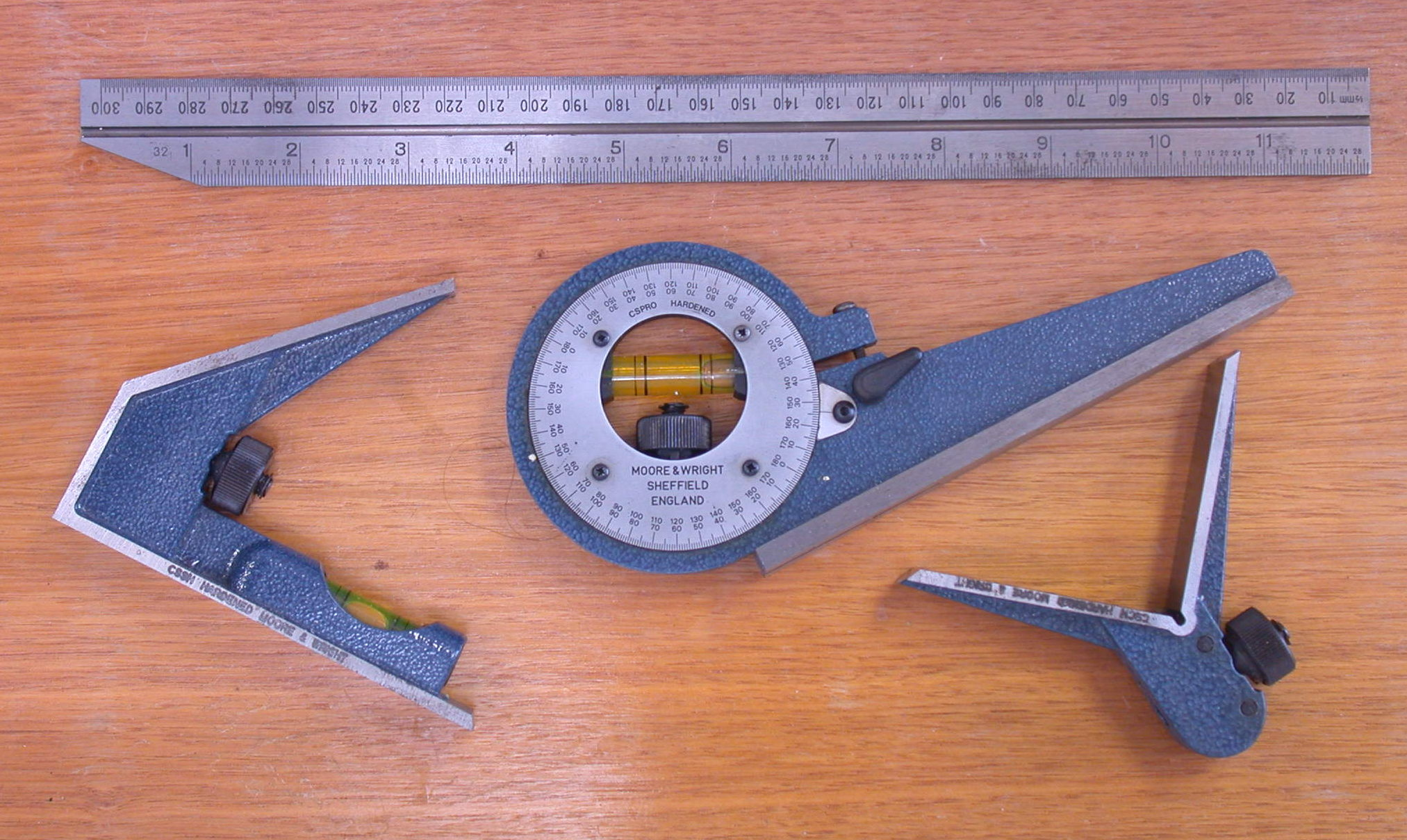
Транспортир механічний універсальний

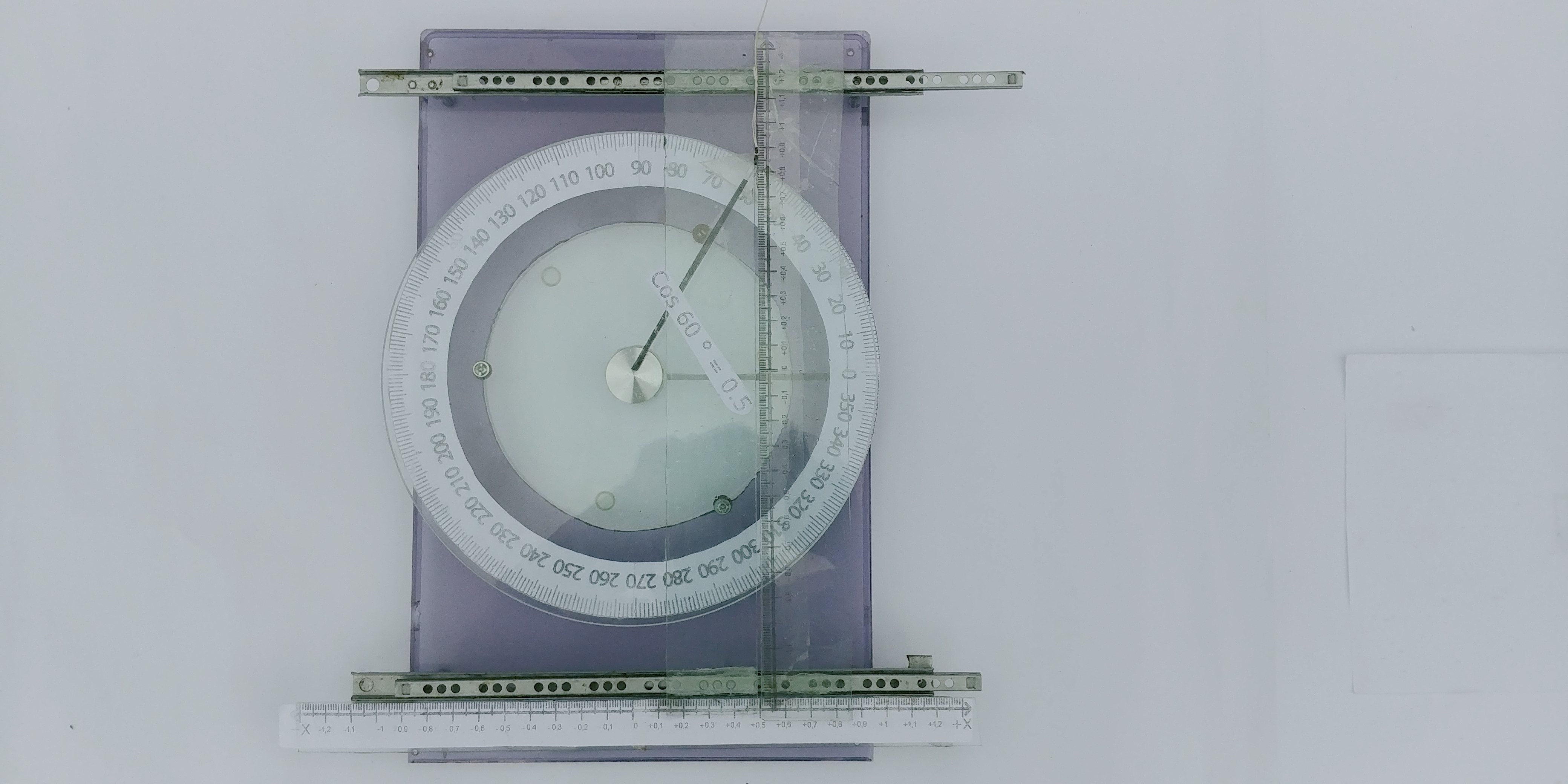
Транспортир координатний круговий градусний та з двомірними шкалами XY з вимірюванням одночасно по градусній шкалі та шкалі двовимірної системи координат XY.